# Чедді Джаган
Чедді Беррет Джаган (22 березня 1918 — 6 березня 1997) — гаянський політик, перший прем'єр-міністр країни. У 1992—1997 роках — президент Кооперативної республіки Гаяна.

## Життєпис
Народився 1918 року старшим з 11 дітей у родині робітників плантації індійського походження. Закінчив школу у Джорджтауні, пройшов навчання у Квінс-коледжі, Джорджтаун, Британська Гвіана (1933–1935); Говардському університеті (США) (1936–1938); Північно-Західному університеті (США) (1938—1942), де отримав диплом дантиста.
У 1945–1947 роках обіймав посаду генерального секретаря Союзу кольорового населення Британської Гвіани й голови профспілки робітників деревообробної промисловості. У 1952–1953 роках був президентом Асоціації виробників рису. У 1947—1953 роках був членом Законодавчої ради (парламенту), одночасно 1953 займав посаду міністра сільського господарства, земельних угідь і мінеральних ресурсів.
1950 року разом із Форбсом Бернемом заснував марксистську Народну прогресивну партію (НПП). 1953 партія здобула перемогу на виборах до парламенту Британської Гвіани, а Чедді Джаган у квітні того ж року очолив уряд. Однак соціалістична програма НПП викликала невдоволення колоніальної адміністрації. У жовтні 1953 року британська влада призупинила дію конституції та усунула Джагана з посади голови кабінету. 1954 року упродовж 6 місяців перебував в ув'язненні «за комуністичну діяльність».
У 1957–1961 роках знову очолював кабінет міністрів, у 1961–1964 роках обіймав посаду прем'єр-міністра Британської Гвіани, у 1957–1963 роках був міністром торгівлі та промисловості, потім — міністром розвитку та планування. Його уряд установив дружні відносини з СРСР та Кубою.
1957 року в НПП стався розкол за етнічною ознакою. Креольська фракція НПП (на чолі з Бернемом) утворила Народний національний конгрес. 1957 та 1961 року НПП удавалось перемагати на парламентських виборах. У 1964–1973 та 1976–1992 роках Джаган був лідером парламентської опозиції.
З 1970 року Чедді Джаган був генеральним секретарем НПП.
На виборах 1992 року перемогу здобула НПП, а Чедді Джаган став президентом країни. Партія взяла курс на побудову ринкової економіки та приватизацію сільськогосподарських підприємств. Разом із тим, Джаган підтримував профспілковий рух.
З 1953 року — член Світової ради миру (СРМ), з 1969 — член Президії СРМ.
Помер 6 березня 1997 року від наслідків інфаркту, перенесеного 15 лютого.

## Родина
Під час навчання у США Джаган одружився з Дженет Розенберг — американкою єврейського походження, мали двох дітей. У 1997—1999 роках Дженет була президентом Гаяни.